# Umberto Prencipe
Umberto Prencipe (Napoli, 14 luglio 1879 – Roma, 22 gennaio 1962) è stato un pittore e incisore italiano.

## Biografia

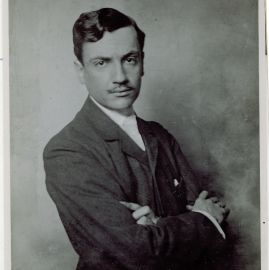
Umberto Prencipe nel 1903.

Si trasferì a Roma con la famiglia nel 1897. Visse ad Orvieto, in Umbria, agli inizi del Novecento e, successivamente, a Lucca e di nuovo a Roma. Nel 1905 la Galleria nazionale d'arte moderna di Roma acquistò da Prencipe una sua creazione, dal titolo Clausura. Entrò nel GRIA, il Gruppo Romano Incisori Artisti e partecipò alle esposizioni collettive del sodalizio.
Dopo un altro lungo soggiorno ad Orvieto tornò a Roma, nel 1926, allontanandosene nuovamente negli anni trenta, per insegnare incisione presso l'Accademia di belle arti di Napoli, dal 1932 al 1936. Tornato a Roma, nel 1936, si mosse da allora nell'ambiente artistico capitolino, imponendosi fra gli incisori del cosiddetto Verismo crepuscolare e alternando la propria attività artistica con l'insegnamento, presso l'Accademia di belle arti di Roma, fino al 1949.
Sono noti i suoi paesaggi dei piccoli centri rurali e delle borgate storiche italiane, come Borgo toscano, Tristezza maremmana, Primavera orvietana. La Galleria dell'Accademia di belle arti di Napoli possiede Notturno romano, acquatinta, 57x53 cm, firmato.